# Ozouer-le-Voulgis
Ozouer-le-Voulgis è un comune francese di 1 833 abitanti situato nel dipartimento di Senna e Marna nella regione dell'Île-de-France.

## Società

### Evoluzione demografica
Abitanti censiti